# 쿠웨이트 축구 협회
쿠웨이트 축구 협회(الإتحاد الكويتي لكرة القدم)는 쿠웨이트의 축구 협회이다.
쿠웨이트는 2007년 이후 세 차례나 국제축구연맹(FIFA)로부터 정치적 간섭으로 인한 징계를 받았고, 이후 2011년 아시안컵 예선 등 국제대회에 잠정적으로 참가할 수 있게 됐다.

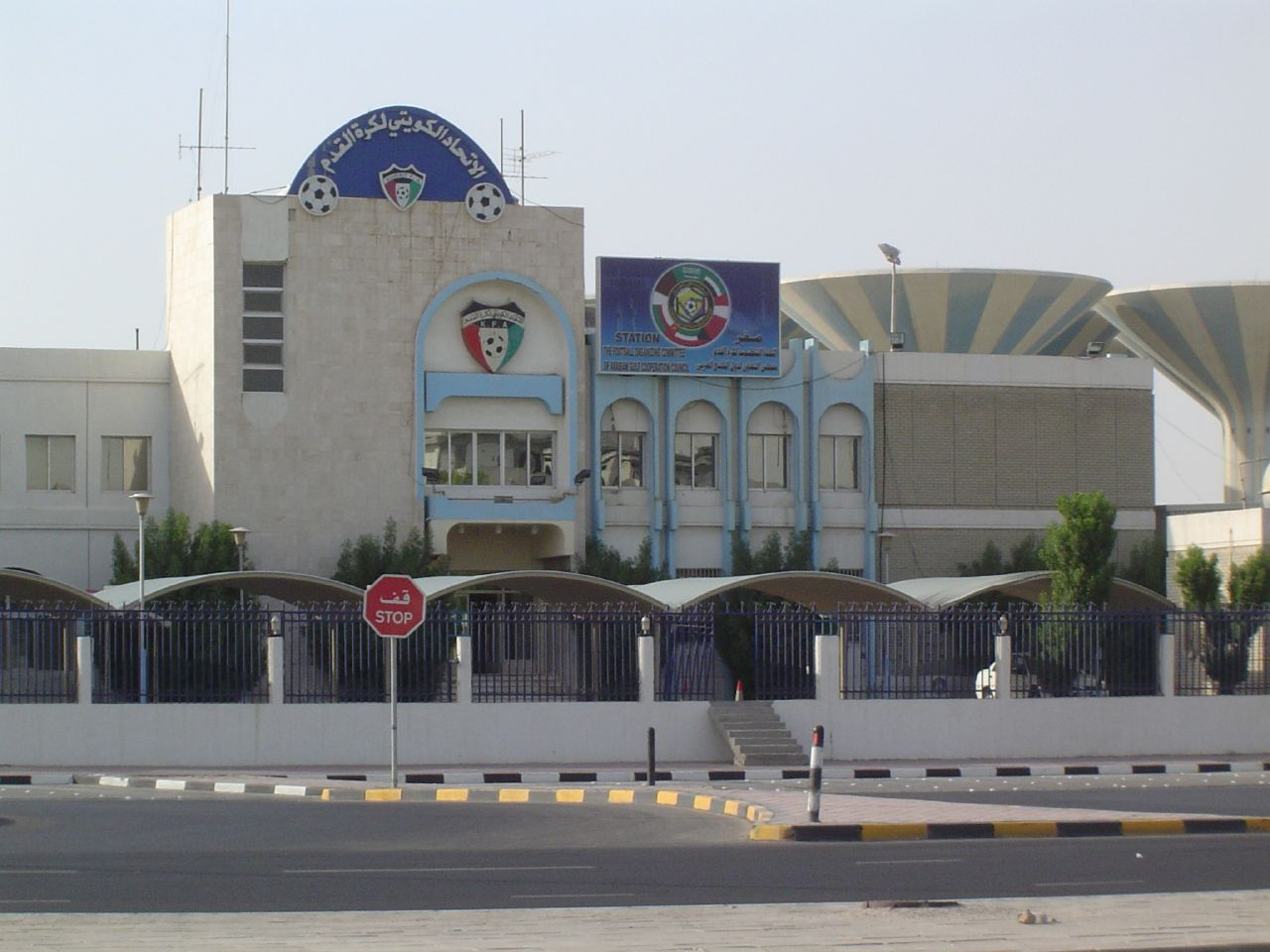
쿠웨이트 축구 협회 본부

## 국제 축구 연맹의 징계
국제 축구 연맹과 아시아 축구 연맹가 수립한 로드맵과는 달리 쿠웨이트 청소년 및 스포츠 공공 기관의 간섭은 계속되었다. 선거는 FIFA 집행위원회의 2007년 5월 반대 결정을 정면으로 위반하여 10월 9일에 실시되었다. 결과적으로 위원회는 FIFA 집행위원회에 쿠웨이트 축구 협회의 정지를 해제할 것을 권고했다. 쿠웨이트 축구 연맹 이사회는 FIFA가 걸프 아랍 국가의 출전 정지를 해제한 지 며칠 만에 사임했다. FIFA가 요구하는 스포츠에 대한 정부의 간섭을 방지하기 위해 연맹이 새로운 법령을 비준할 것이라고 발표한 후에 정지가 해제되었다. FIFA는 성명에서 "이를 따르지 않는다면 FIFA는 즉시 (연맹)을 다시 중단할 것"이라고 밝혔다. 징계는 2009년 6월 FIFA 의회에서 조건부로 해제 및 연장되었다 FIFA는 쿠웨이트 내 상황을 면밀히 모니터링하고 있었다.
2015년 10월 16일, FIFA는 쿠웨이트에 징계를 내렸고, 그 결과로 AFC 아시안컵과 FIFA 월드컵 예선의 남은 모든 결과를 몰수 처리했으며 국제 대회에 참가하고 있던 모든 쿠웨이트 팀은 기권했다. 쿠웨이트는 제66차 FIFA 총회 에서 정지 해제를 시도했지만 거부되어 2016년 4월 27일 발표에서 아라비안 걸프컵 토너먼트 개최지가 카타르로 이전되었다. 징계는 쿠웨이트가 새로운 스포츠 법을 채택한 후 2017년 12월 6일에 결국 해제되었다.